# Guilberville
Guilberville est une ancienne commune française, située dans le département de la Manche en région Normandie, devenue le 1er janvier 2016 une commune déléguée au sein de la commune nouvelle de Torigny-les-Villes.
Elle est peuplée de 1 253 habitants.

## Géographie
La commune est aux confins du pays saint-lois, près du Bocage virois. L'atlas de paysages de la Basse-Normandie place principalement la commune au sud de l'unité du Bocage en tableaux caractérisé par « une série de vallées parallèles sud-ouest/nord-est » aux « amples tableaux paysagers », mais en limite ouest du synclinal bocain dont le paysage est caractérisé par des forêts de crêtes alternant avec des paysages ouverts aux larges panoramas.
Le bourg est à 6,5 km au sud-est de Torigni-sur-Vire, à 8,5 km à l'ouest de Saint-Martin-des-Besaces et à 19 km au nord de Vire.
Jonction avec la route nationale 174 à 2 × 2 voies, l'échangeur no 40 de l'autoroute A84 est au centre du territoire. La commune est ainsi directement reliée à Caen au nord-est, Avranches et Rennes au sud-ouest et Saint-Lô au nord-ouest. Raccordée également à cet échangeur, la D 974 permet de rejoindre Vire au sud et Torigni-sur-Vire au nord par l'ancien tracé de la N 174. Au sud du territoire, croisant la D 974, la D 975 (D 675 dans le Calvados limitrophe, ancienne route nationale 175) offre la possibilité de retrouver Saint-Martin-des-Besaces et Pont-Farcy autrement que par autoroute. Reliant le bourg à la D 974, la D 96 continue également vers Pont-Farcy au sud-est et vers Saint-Martin-des-Besaces au nord-est. La croisant à l'est du bourg, la D 213 mène à Placy-Montaigu au nord-est et vers Mont-Bertrand au sud-est. Enfin, partant de la D 974 au nord-ouest, la D 159 permet de joindre Saint-Louet-sur-Vire.
Guilberville est entièrement dans le bassin de la Vire, essentiellement par son affluent la rivière de Jacre dont le bassin occupe la grande majorité du territoire et qui rejoint le fleuve côtier à Domjean. La limite sud-ouest est parcourue par un autre petit affluent qui donne ses eaux à la Vire plus en amont, entre Bures-les-Monts et Pleines-Œuvres, tandis que deux vallons du nord et du nord-est alimentent le bassin du Hamel qui rejoint la Vire à Condé-sur-Vire.
Le point culminant (262 m) se situe au sud, au sommet d'une colline surplombant le lieu-dit le Champ de la Mare. Le point le plus bas (70 m) correspond à la sortie d'un petit affluent de la Vire du territoire, au sud-ouest. La commune est bocagère.
Le climat est océanique, comme dans tout l'Ouest de la France. La station météorologique la plus proche est Caen-Carpiquet, à 42 km, mais Granville-Pointe du Roc est à environ 50 km. Le Pays saint-lois et le Bocage virois s'en différencient toutefois pour la pluviométrie annuelle qui, à Guilberville, avoisine les 950 mm.
| Giéville (comm. nouv. de Torigny-les-Villes), Saint-Louet-sur-Vire | Giéville, Saint-Amand (com. ass. de Saint-Symphorien-les-Buttes) | Placy-Montaigu, Saint-Martin-des-Besaces (comm. nouv. de Souleuvre en Bocage, Calvados) |
| Saint-Louet-sur-Vire                                               | Guilberville                                                     | Mont-Bertrand (comm. nouv. de Souleuvre en Bocage, Calvados)                            |
| Beuvrigny, Pont-Farcy(comm. nouv. de Tessy-Bocage)                 | Bures-les-Monts (comm. nouv. de Souleuvre en Bocage, Calvados)   | Mont-Bertrand (comm. nouv. de Souleuvre en Bocage, Calvados)                            |

## Toponymie
Le nom de la localité est attesté sous les formes Guillebervilla en 1288 et Guilleberville en 1316.
Le toponyme est issu d'un anthroponyme germanique tel que Guilabertus ou Gislebertus et de l'ancien français villa, dans son sens originel de « domaine rural ». Le lieu dut donc être le « domaine de Guilabertus » ou « de Gislebertus ».
Le gentilé est Guilbervillais.

## Histoire
Au cours de la Révolution, Jean-Baptiste (1749-1792) et René (1751-1792), Nativelle, nés à Guilberville, prêtres et vicaires à Longjumeau et Argenteuil, ayant refuser de prêter serment à la constitution civile du clergé furent incarcérés et massacrés au couvent des Carmes le 2 septembre 1792.
Fremont de Guilberville, qui s'était fixé à Paris comme tailleur de pierre et y avait fait fortune, attribua une rente afin de fonder une école de jeunes filles à Guilberville.
Le 1er janvier 2016, Guilberville intègre avec trois autres communes la commune de Torigny-les-Villes créée sous le régime juridique des communes nouvelles instauré par la loi no 2010-1563 du 16 décembre 2010 de réforme des collectivités territoriales. Les communes de Brectouville, Giéville, Guilberville et Torigni-sur-Vire deviennent des communes déléguées et Torigni-sur-Vire est le chef-lieu de la commune nouvelle.

## Politique et administration
| Période                                                                             | Période       | Identité              | Étiquette | Qualité              |
| ----------------------------------------------------------------------------------- | ------------- | --------------------- | --------- | -------------------- |
|                                                                                     | 1792          | Jean Lesieur          |           |                      |
| 1793                                                                                | 1793          | Thomas Lemonnier      |           |                      |
| 1793                                                                                | 1794          | Jean Lesieur          |           | Officier public      |
| 1794                                                                                | 1795          | Jean-François Laignel |           | Officier public      |
| 1795                                                                                | 1797          | Jean Corbrion         |           |                      |
| 1797                                                                                | 1815          | Jean Lesieur          |           |                      |
| 1815                                                                                | 1820          | Jean-Louis Legrand    |           |                      |
| 1820                                                                                | 1832          | Jean Lesieur          |           |                      |
| 1832                                                                                | 1843          | Sébastien Demortreux  |           |                      |
| 1844                                                                                | 1846          | Guillaume Badin       |           |                      |
| 1846                                                                                | 1856          | Jean Gilles Lesieur   |           |                      |
| 1856                                                                                | 1873          | Michel Cordhomme      |           |                      |
| 1873                                                                                | 1874          | Jean Jacques Lesouef  |           |                      |
| 1874                                                                                | 1878          | François Cord'homme   |           |                      |
| 1878                                                                                | 1881          | Jean Lair             |           |                      |
| 1881                                                                                | 1888          | Jean Lesouef          |           |                      |
| 1888                                                                                | 1891          | François Cord'homme   |           |                      |
| 1892                                                                                | 1898          | Jean Lesouef          |           |                      |
| 1899                                                                                | 1905          | François Cord'homme   |           |                      |
| 1905                                                                                | 1921          | François Corbrion     |           |                      |
| 1921                                                                                | 1924          | Auguste Lamoureux     |           |                      |
| 1924                                                                                | 1925          | Joseph Corbrion       |           |                      |
| 1925                                                                                | 1926          | Paul Boullot          |           |                      |
| 1926                                                                                | 1953          | Pierre Cord'homme     |           |                      |
| 1953                                                                                | 1989          | André Marguerite      |           |                      |
| 1989                                                                                | mars 2001     | André Letourneur      |           | Agriculteur          |
| mars 2001                                                                           | mars 2014     | Yves Fauvel           | SE        | Major de gendarmerie |
| mars 2014                                                                           | décembre 2015 | Mickaël Grandin       | SE        | Cadre commercial     |
| Une partie des données est issue d'une liste établie par Jean Pouëssel et la mairie |               |                       |           |                      |

Le conseil municipal était composé de quinze membres dont le maire et trois adjoints. Ces conseillers intègrent au complet le conseil municipal de Torigny-les-Villes le 1er janvier 2016 jusqu'en 2020 et Mickaël Grandin devient maire délégué.
| Période      | Période  | Identité        | Étiquette | Qualité          |
| ------------ | -------- | --------------- | --------- | ---------------- |
| janvier 2016 | mai 2020 | Mickaël Grandin | SE        | Cadre commercial |
| mai 2020     | En cours | Patrick Cozic   | SE        | Ouvrier          |

## Population et société

### Démographie
En 2021, la commune comptait 1 253 habitants. Depuis 2004, les enquêtes de recensement dans les communes de moins de 10 000 habitants ont lieu tous les cinq ans (en 2004, 2009, 2014, etc. pour Guilberville) et les chiffres de population municipale légale des autres années sont des estimations.
Guilberville a compté jusqu'à 1 846 habitants en 1821.
| 1793  | 1800  | 1806  | 1821  | 1831  | 1836  | 1841  | 1846  | 1851  |
| ----- | ----- | ----- | ----- | ----- | ----- | ----- | ----- | ----- |
| 1 542 | 1 501 | 1 741 | 1 846 | 1 815 | 1 791 | 1 777 | 1 695 | 1 751 |

| 1856  | 1861  | 1866  | 1872  | 1876  | 1881  | 1886  | 1891  | 1896  |
| ----- | ----- | ----- | ----- | ----- | ----- | ----- | ----- | ----- |
| 1 675 | 1 705 | 1 700 | 1 600 | 1 572 | 1 474 | 1 402 | 1 380 | 1 308 |

| 1901  | 1906  | 1911  | 1921  | 1926  | 1931  | 1936  | 1946  | 1954  |
| ----- | ----- | ----- | ----- | ----- | ----- | ----- | ----- | ----- |
| 1 340 | 1 303 | 1 183 | 1 085 | 1 124 | 1 178 | 1 138 | 1 038 | 1 023 |

| 1962 | 1968 | 1975 | 1982 | 1990 | 1999 | 2004 | 2009 | 2014  |
| ---- | ---- | ---- | ---- | ---- | ---- | ---- | ---- | ----- |
| 988  | 983  | 887  | 838  | 852  | 821  | 893  | 952  | 1 113 |

| 2018  | - | - | - | - | - | - | - | - |
| ----- | - | - | - | - | - | - | - | - |
| 1 219 | - | - | - | - | - | - | - | - |

### Sports et loisirs
L'Association sportive guibervillaise fait évoluer deux équipes de football en divisions de district.
Un moto-club, les Z'Amigos, a été créé en janvier 2008.

## Économie

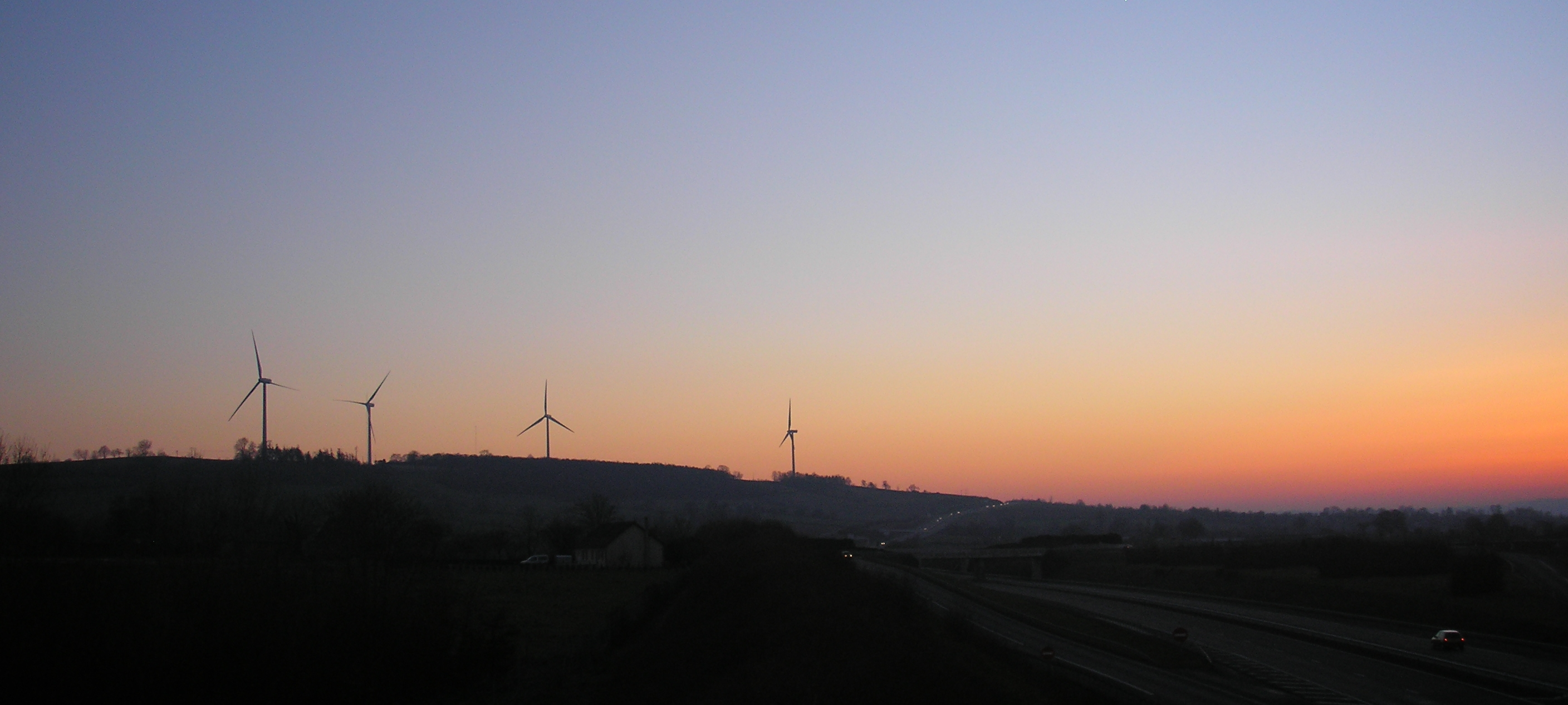
Le parc éolien du Hamel au Brun et l'autoroute A84.

- Parc éolien du Hamel au Brun (4 × 2 MW), au sud de l'autoroute A84.

## Lieux et monuments

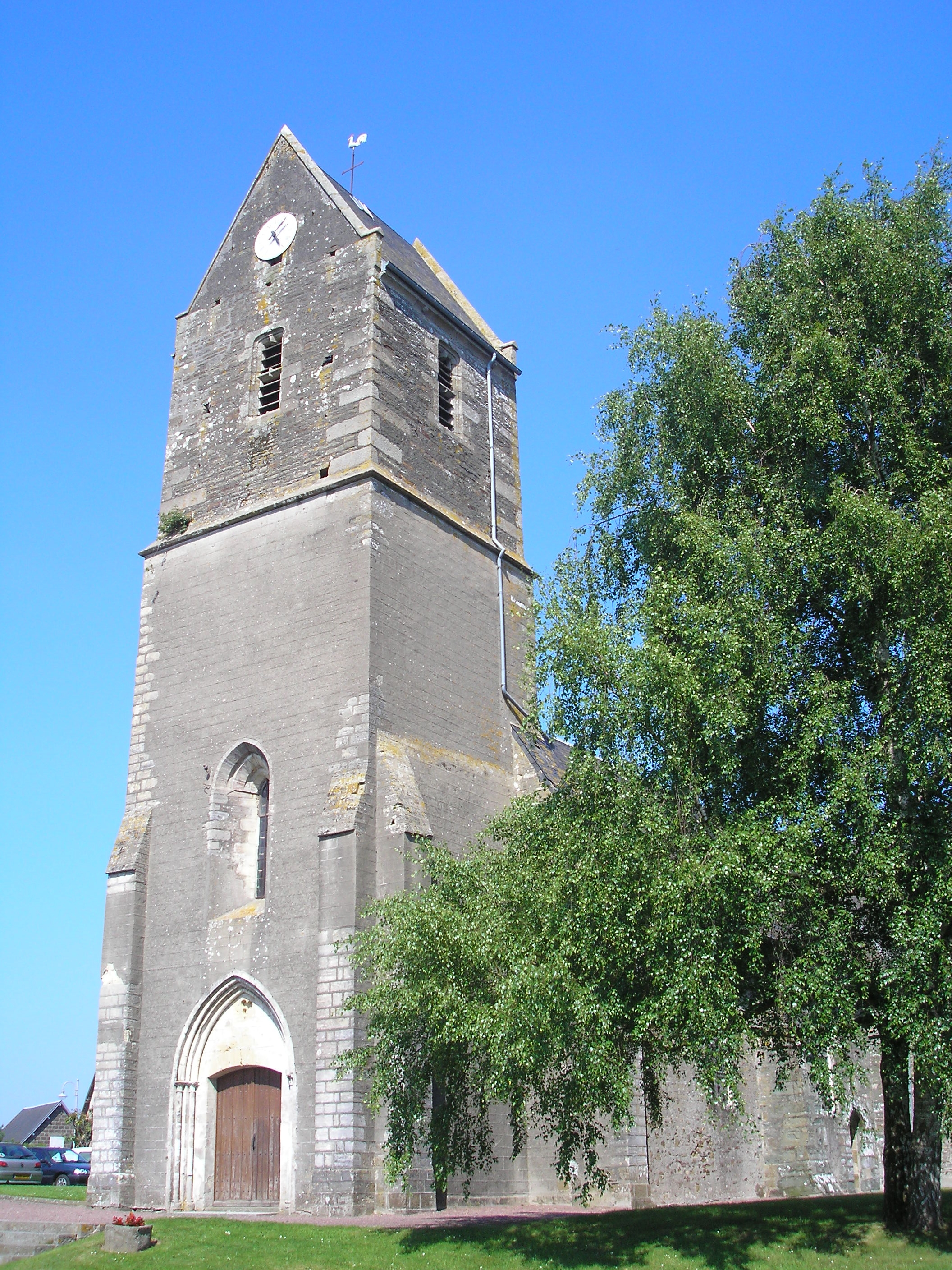
L'église Saint-Mathurin.

- Église Saint-Mathurin des XIIe, XVIe – XVIIIe siècles avec ses modillons romans  de la nef en forme de têtes humaines et son clocher avec le toit en bâtière. Sur le chevet, cadran solaire daté 1661. Elle abrite une Vierge à l'Enfant du XVe classée au titre objet aux monuments historiques[21], un maître-autel du XVIIIe, un groupe sculpté saint Mathurin et la princesse Théodora du XIVe, un lutrin du XVIIIe, un tableau représentant le massacre des Carmes du XXe, une verrière du XXe de Georges Sagot.
- Croix de cimetière du XIXe siècle, croix de chemin du gros Chêne du XXe siècle.
- Château de Précaire du XIXe siècle à la Thurinière.
- Ancien manoir de Saussey et sa chapelle transformés en hôtel-restaurant (Hostellerie le Guilberville).
- Deux mottes[10] dont une à 200 m au sud de l'église, avec basse-cour surélevée de plan rectangulaire[22].

## Personnalités liées à la commune
- Paul Levert (Guilberville, 21 avril 1906 - 22 décembre 1982), curé de Cambernon de 1950 à 1962 et passionné d'astronomie[23],[24].